# Mauricio Guillermo de Sajonia-Zeitz
Mauricio Guillermo, duque de Sajonia-Zeitz (castillo de Moritzburg, Zeitz, 12 de marzo de 1664 -Weida, 15 de noviembre de 1718) fue un duque de Sajonia-Zeitz y miembro de la casa de Wettin.

## Primeros años de vida
Nació en el castillo de Moritzburg en Zeitz, fue el hijo mayor de Mauricio, duque de Sajonia-Zeitz, y su segunda esposa, Dorotea María, una hija de Guillermo, duque de Sajonia-Weimar. Su padre tuvo dos hijos de su primer matrimonio, pero los dos murieron en la infancia antes de su nacimiento.

## Duque
Sucedió como duque de Sajonia-Zeitz a su padre cuando murió el 4 de diciembre de 1681. En 1699 Mauricio Guillermo cedió las ciudades de Pegau y Neustadt a su hermano menor Federico Enrique como infantazgos.
En 1717 el duque se convirtió del calvinismo al catolicismo para complacer a su hermano, que era un príncipe de esa iglesia. Cambió la sede de su gobierno a Weida. Más tarde, pasó a residir en Osterburg, Weida hasta su muerte.

## Matrimonio y descendencia
Mauricio Guillermo se casó en Potsdam el 25 de junio de 1689 con María Amalia de Brandeburgo. Tuvieron cinco hijos:
1. Federico Guillermo (Moritzburg, 26 de marzo de 1690 - 15 de mayo de 1690).
2. Dorotea Guillermina (Moritzburg, 20 de marzo de 1691 - Kassel, 17 de marzo de 1743) se casó el 27 de septiembre de 1717 con el landgrave Guillermo VIII de Hesse-Kassel (o Hesse-Cassel).
3. Carolina Amalia (Moritzburg, 24 de mayo de 1693 - 5 de septiembre de 1694).
4. Sofía Carlota (Moritzburg, 25 de abril de 1695 - 18 de junio de 1696).
5. Federico Augusto (Moritzburg, 12 de agosto de 1700 - Halle, 17 de febrero de 1710).

Monograma de Mauricio Guillermo.

Murió en Weida sin que le sobreviviera descendencia masculina. Debido a que sus dos herederos, su hermano Cristián Augusto y su sobrino Mauricio Adolfo eran sacerdotes ordenados, Zeitz fue absorbido por el Electorado de Sajonia.